# МСФО для малых и средних предприятий
МСФО для МСП (англ. IFRS for SMEs) — международная система финансовой отчетности для малых и средних предприятий, которая была выпущена 9 июля 2009 года Советом по МСФО.

## История создания
В 2001 году проект «МСФО для МСП» от старого Комитета по МСФО был внесен в Совет по МСФО, где на своей сессии в сентябре 2003 года решил разработать соответствующий стандарт бухгалтерского учета для малых и средних предприятий и о том, что данный стандарт должен начинаться с фундаментальных понятий из концептуальных основ, и принципов, и соответствующих обязательных указаний МСФО по толкованию стандартов. Любые модификации этих понятий и принципов были бы на основе выявленных потребностей пользователей финансовой отчетности МСП. 24 июня 2004 года был опубликован Дискуссионный документ предварительного мнения относительно стандарта учета для малых и средних предприятий, комментарии по которому принимались до 24 сентября 2004 года. 15 февраля 2007 года опубликован предварительный проект стандарта «МСФО для МСП», комментарии по которому принимались до 30 ноября 2007 года.
9 июля 2009 года был опубликован стандарт «МСФО для МСП» с ведением в действие с момента опубликования. 26 июня 2012 опубликован запрос на информационный комплексный обзор по «МСФО для МСП», комментарии по которому принимались до 30 ноября 2012 года, а 3 октября 2013 года опубликованы поправки ED/2013/9 к «МСФО для МСП», комментарии по которому принимались до 3 марта 2014 года. 21 мая 2015 года выпущены поправки к «МСФО для МСП», которые вступили в силу для годовых отчётов, начинающихся с или после 1 января 2017 года, досрочное применение также разрешено.

## Цель стандарта
Целью разработки МСФО для МСП — это получение уместной, надежной и полезной информации, на которой могут быть основаны качественные и понятные стандарты учета для малых и средних предприятий (МСП), где затраты на подготовку финансовой отчетности для собственников и других заинтересованных лиц не превышали бы выгоды от предоставления информации.
А общей целью единых стандартов финансового учёта является последовательность и сопоставимость финансовой информации, улучшение качества аудита и облегчение обучения.

## Сфера применения
МСФО для МСП могут применять как малые и средние предприятия, которые обязаны быть открытыми общественности (когда их долговые или долевые инструменты котируются на открытом рынке, или они удерживают активы в доверительном управлении для широкой группы пользователей (банки, страховые компании, инвестиционные фонды)), так и малые и средние предприятия, которые не обязаны быть открытыми общественности и публиковать отчетность для внешних пользователей.
МСП характеризуются особенностями:
- управление обычно осуществляется несколькими лицами (владельцами), такими как родственные группы (семьи), а не широким кругом собственников;
- финансовые показатели такие, как зарабатываемый доход, а также активы и обязательства, находящиеся под контролем предприятия, обычно не велики;
- относительно небольшое количество наемных работников;
- деятельность таких предприятий обычно в меньшей степени представлена комплексными и сложными сделками, которые, как правило, находятся в центре внимания стандартов финансовой отчетности.

Так как нет единого определения МСП, то решение о том, какие предприятия должны применять МСФО для МСП, принимают законодатели на местном уровне, детализировав критерии МСП.

## Правила учета для МСП
МСФО для МСП — стандарт, который предлагает альтернативную концепцию учета, которая может быть использована соответствующими предприятиями вместо полного применения всех МСФО. Его содержание  составляют стандарты, рассматривающие сделки, события или условия, обычно встречающие в МСП. Те стандарты, которые не рассматривают сделки, события или условия, обычно встречающиеся в МСП, не включены в МСФО для МСП. главным стало сведение к минимуму обстоятельств, при которых МСП нужно было бы обращаться к полному комплекту МСФО.
МСФО для МСП основывается на фундаментальных принципах полной версии МСФО, однако, некоторые вопросы упрощены.
МСФО для МСП и основные МСФО являются отдельными базами подготовки отчетности.
Предприятия, которые разрешено использование МСФО для МСП и которые приняли  решение применять этот стандарт, должны следовать всем требованиям этого стандарта и не могут выбирать наиболее удобные требования из основных МСФО, а другие требования из МСФО для МСП.
Методы учета для МСП, которые были упрощены:
- все затраты по займам должны быть признаны в качестве расходов периода;
- все внутренне созданные нематериальные активы (расходы на исследование и разработку) должны быть признаны в качестве расходов периода: капитализация затрат запрещена;
- гудвилл и прочие нематериальные активы (НМА) с неопределенным сроком полезного использования амортизируются в течение ожидаемого срока их использования, а если он не известен, то в течение 10 лет;
- гудвилл тестируется на предмет возможного обесценения только при наличии признаков обесценения;
- затраты, непосредственно связанные с приобретением включаются в стоимость приобретения (капитализируются);
- упрощенный метод учета пенсионных планов с установленными выплатами;
- инвестиции в ассоциированные компании и совместные предприятия могут учитываться по себестоимости.

Ряд методик учета были исключены (запрещены):
- разрешена оценка основных средств только по первоначальной стоимости: первоначальная стоимость за минусом накопленной амортизации и убытков от обесценения;
- модель оценки по перецененной стоимости основных средств исключена;
- разрешена оценка НМА только по первоначальной стоимости первоначальная стоимость за минусом накопленной амортизации и убытков от обесценения;
- модель оценки по перецененной стоимости НМА исключена;
- можно использовать только модель оценки по справедливой стоимости инвестиционную собственность (до тех пор, пока справедливая стоимость может быть надежно оценена без неуместных затрат и усилий);
- модель оценки инвестиционной собственности по себестоимости исключена;
- все правительственные субсидии должны быть признаны через прибыль/убытки, когда выполняются соответствующие критерии признания;
- правительственные субсидии, относящиеся к активам, не должны вычитаться из балансовой стоимости таких активов;
- доля неконтролирующих акционеров оценивается только как пропорциональная доля в чистых активах дочерней компании;
- оценка доли неконтролирующих акционеров по справедливой стоимости исключена.

Существуют ряд стандартов финансовой отчетности и требований к раскрытию информации, которые не являются подходящими для пользователей, вследствие чего не раскрываются:
- прибыль на акцию;
- промежуточная финансовая отчетность;
- раскрытие по сегментам;
- страхование (страховые компании не имеют право использовать МСФО для МСП);
- активы, предназначенные для продажи.

Международный Стандарт Финансовой Отчетности (IFRS) для предприятий малого и среднего бизнеса имеет следующее содержание:
1. Предприятия малого и среднего бизнеса
2. Концепции и основные принципы
3. Представление Финансовой Отчетности
4. Отчет о финансовом положении
5. Отчет о совокупном доходе и отчет о прибылях и убытках
6. Отчет об изменениях в капитале и Отчет о прибыли за период и нераспределенной прибыли
7. Отчет о движении денежных средств
8. Примечания к финансовой отчётности
9. Консолидированная и отдельная финансовая отчётность
10. Учетная политика, оценки и ошибки
11. Основные финансовые инструменты
12. Прочие финансовые инструменты
13. Запасы
14. Инвестиции в ассоциированные предприятия
15. Инвестиции в совместную деятельность
16. Инвестиционное имущество
17. Основные средства
18. Нематериальные активы, за исключением гудвила
19. Объединения бизнеса и гудвил
20. Аренда
21. Резервы и условные события
22. Обязательства и капитал
23. Выручка
24. Государственные субсидии
25. Затраты по займам
26. Выплаты, основанные на акциях
27. Обесценение активов
28. Вознаграждения работникам
29. Налог на прибыль
30. Перевод операций в иностранной валюте
31. Гиперинфляция
32. События после окончания отчетного периода
33. Раскрытие информации о связанных сторонах
34. Специализированная деятельность
35. Переход на МСФО для предприятий МСБ

## Результаты применения МСФО для МСП
МСФО для МСП является ответом на необходимость разработки единой цельной системы учета для МСП развивающихся стран, которая будет проще, чем основные МСФО.
МСФО для МСП должен привести к улучшениям в вопросах сопоставимости для пользователей отчетности, и вопросах уверенности в результатах учета у МСП, а также значительно снизить затраты на подготовку отчетности на местном уровне.
Преимущества применения МСФО для МСП:
- улучшает сопоставимость информации с другими предприятиями, также использующими МСФО для МСП;
- увеличивает достоверность отчетности МСП, поскольку выполняются требования к предоставлению информации, которые сопоставимы (при определенных допущениях) с требованиями основных МСФО;
- снижает существенные затраты по разработке стандартов на местном уровне, и возможно сильно облегчит действия национальных органов стандартизации учета;
- облегчает последующие применения полной версии МСФО, когда МСП рассчитывает в дальнейшем обратиться к рынкам капитала[6].